# キュナーダー (グラスゴー市電)
キュナーダー（英語: Cunarder）は、かつてイギリスの都市・グラスゴーに存在した路面電車（グラスゴー市電）で使用された電車の愛称。第二次世界大戦後に導入された車両で、2024年時点でイギリスにおいて最後に全部品が新造された2階建て路面電車車両でもある。

## 概要
第二次世界大戦前から導入されていた「コロネーション」の基本的なデザインを継承した、流線形の車体を有する2階建て電車で、1階部分の右側に乗降扉を有していた。コロネーションとの改良点としてメンテナンスの容易化や重量の軽減、車体長の延長などがあり、着席定員数も増加した。機器や台車については大幅な変更が行われ、マレー・アンド・トーントン製のインナーフレーム台車やメトロポリタン＝ヴィッカース製の電空協調制御装置（EP Control Gear）が用いられたが、運行開始後は機器の信頼性の低さが課題となった。
1948年から1952年にかけて合計100両（1293 - 1392）が製造された。前述の通り機器の信頼性は低かったものの、1961年に発生した車庫の火災などの影響もあり、1962年9月4日のグラスゴー市電の廃止まで営業運転に用いられた。

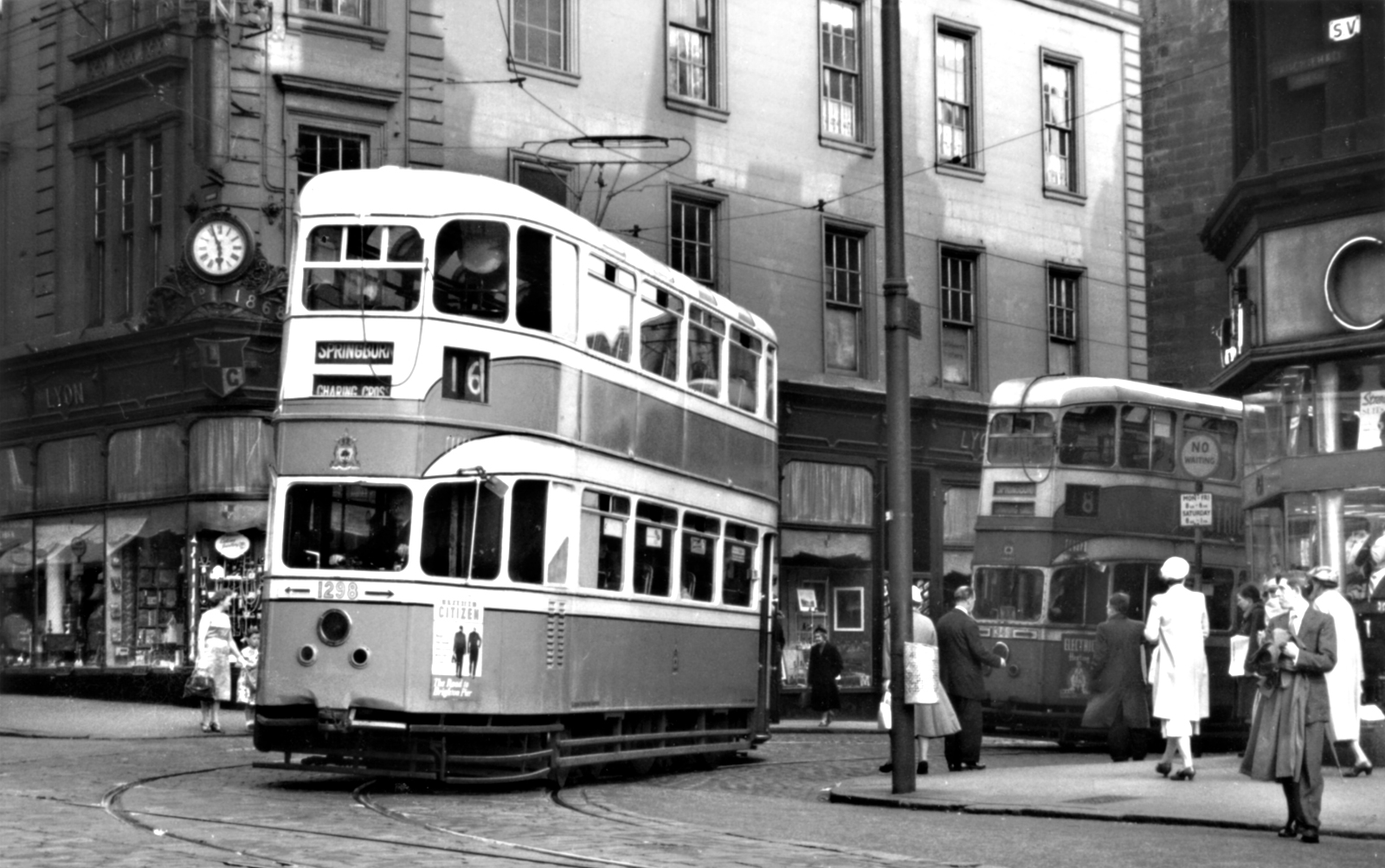
グラスゴー市電で営業運転に使用されていた「キュナーダー」（1298）（1958年頃撮影）
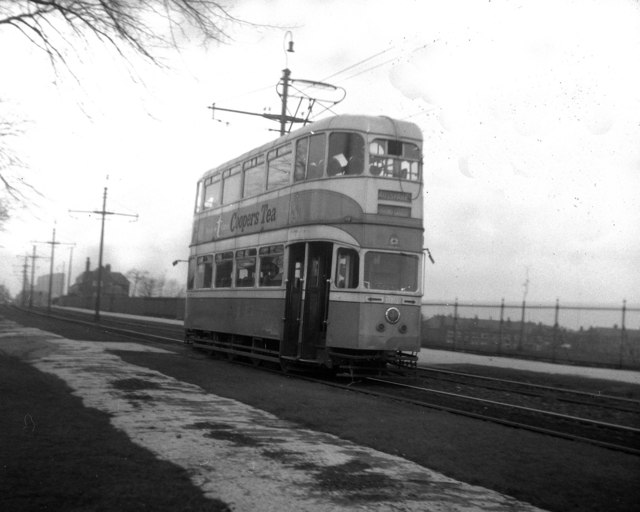
営業運転に用いられていた「キュナーダー」（1330）（1960年撮影）
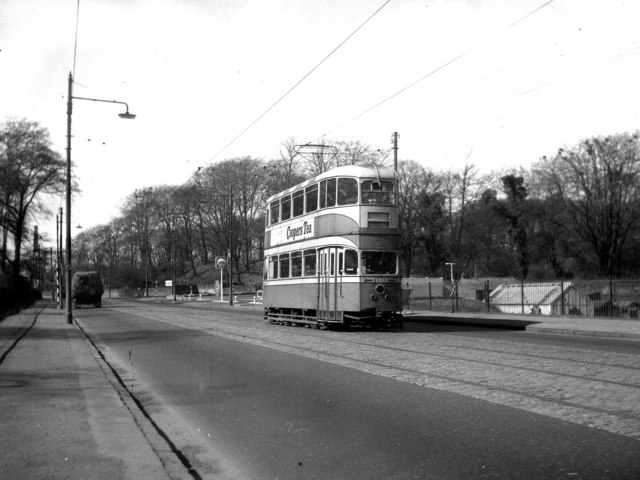
営業運転に用いられていた「キュナーダー」（1372）（1960年撮影）

2024年現在、クライチの国立路面電車博物館に1297が、グラスゴーのリバーサイド博物館にラストナンバーの1392が保存されている。

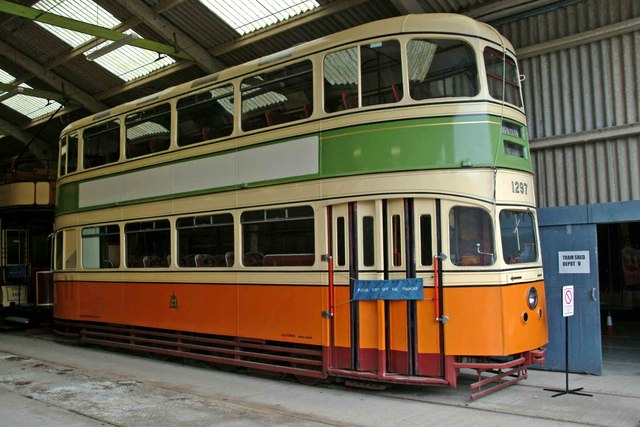
国立路面電車博物館に保存されている1297（2009年撮影）
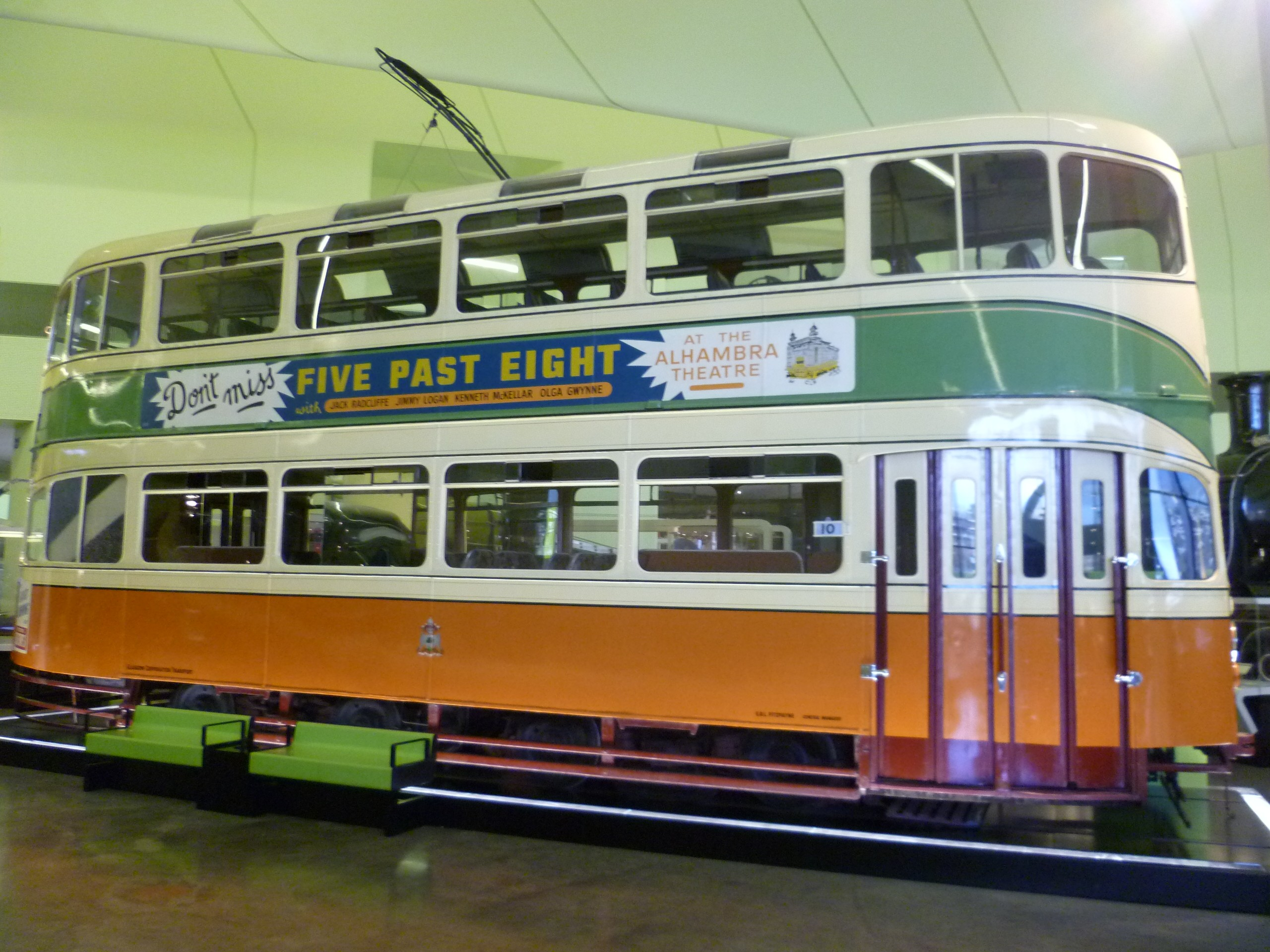
リバーサイド博物館で保存されている1392（2012年撮影）